# Mah Laqa Bai
Mah Laqa Bai, död 1824, var en indisk kurtisan (tawaif). Hon var en publicerad urdu-poet och blev 1824 den första indiska kvinna som fått sina poem utgivna som en diwan, det vill säga samling av samtliga poem. 
Hon var dotter till en kurtisan och syster till en kurtisan anställd hos Nizam av Hyderabad.  Hon blev själv en inflytelserik figur vid hovet i Hyderabad under Nizam II och Nizam III.  Hon var älskarinna till premiärministern och hade flera andra omtalade kunder.  Hon framträdde också som sångerska, dansös och poet vid hovet.  Hon fungerade som politisk rådgivare, och gjorde officiella besök hos statens ämbetsmän på uppdrag av Nizam.  Hon var offentligen hedrad och brukade åtfölja Nizam klädd i manlig militäruniform. 